# Kanoner och små, små saker
Kanoner och små, små saker är ett album av den svenska folkrock-gruppen Perssons Pack, utgivet 1990. Albumet är inspelat i Atlantis Studio i Stockholm samt producerat av Anders Burman. CD-versionen av singeln Små, små saker/Nu har pojken blivit kär hade extraspåret "Kanonerna vid Brömsebro", en instrumental låt skriven av bandets frontman Per Persson.

## Låtlista
Låten "Irma" skrivs av bandets dragspelare, Magnus Lind, och "Nu har pojken blivit kär" skrev han tillsammans med bandets frontman Per Persson. Övrig text och musik skrev Per Persson.
| Spår | Titel                                  | Längd |
| ---- | -------------------------------------- | ----- |
| 1    | Du går aldrig ensam                    | 3:36  |
| 2    | Tre stora blixtar                      | 3:36  |
| 3    | Vild som Jerry Lee                     | 2:40  |
| 4    | Kanonerna vid Brömsebro (instrumental) | 2:35  |
| 5    | Polkagrisgränd                         | 5:22  |
| 6    | Ner, ner, ner                          | 4:02  |
| 7    | Nu har pojken blivit kär               | 3:57  |
| 8    | Små, små saker                         | 3:32  |
| 9    | Packets paradmarsch                    | 3:15  |
| 10   | Irma (Instrumental)                    | 3:11  |
| 11   | Perssons hotell                        | 3:26  |

## Medverkande

### Perssons Pack
- Per Persson - sång, gitarr
- Magnus Lind - dragspel, orgel, kör
- Niklas Frisk - gitarr, mandolin, banjo, kör
- Magnus Adell - kontrabas, kör

### Övriga
- Ingemar Dunker - trummor
- Jesper Lindberg - banjo & gitarr (3, 5-6)
- Malin Sandell - cello (5)